# Percy Bunting
Percy William Bunting (Manchester, 1º febbraio 1836 – Londra, 22 luglio 1911) è stato un giornalista inglese.

## Biografia
Nacque a Radcliffe, Lancashire, figlio di Eliza e Thomas Percival Bunting e nipote del teologo metodista Jabez Bunting. Una sorella minore era Sarah Maclardie Amos.
Fu educato all'Owen's College, Manchester e al Pembroke College, Cambridge, dove, nel 1859, fu classificato come 21º studente con lode di prima classe nell'ultimo anno di laurea in matematica all'università di Cambridge.
Tre anni dopo fu abilitato all'esercizio della professione forense al Lincoln's Inn. Nel 1882 divenne editore di The Contemporary Review, e da allora in poi si dedicò al giornalismo, diventando anche editore del Methodist Times dal 1902 al 1907, succedendo a Hugh Price Hughes. Nel luglio 1908 fu nominato cavaliere. Per tutta la vita è stato un attivo sostenitore del metodismo wesleyano. Ha vissuto a Endsleigh Gardens a Bloomsbury, Londra.
Sposò il 21 giugno 1869 Mary Hyett (1840-1919), sorella maggiore di Elizabeth Lidgett. Il loro figlio Sidney Percival Bunting divenne un leader del Partito Comunista Sudafricano.
Bunting morì il 22 luglio 1911 e fu sepolto sul lato occidentale del Cimitero di Highgate.